# 상장폐지
상장폐지(上場廢止, 영어: delisting)는 증권거래소에서 증권이 매매대상 유가증권의 적격성을 상실하고 상장(리스팅) 자격이 취소되는 것을 말한다.
상장 회사의 자발적 신청에 따른 경우도 있고 증권거래소가 직권으로 단행하는 경우도 있다. 파산 등 경영상 중대사태가 발생해 투자자에게 손실을 보게 하거나 증시질서의 신뢰를 훼손하게 할 우려가 있는 경우, 증권거래소는 투자자 보호를 위해 증권관리위원회의 승인을 얻어 상장폐지 기준에 해당하는 종목에 대해서는 상장폐지 사유가 해소되지 않는 한 일정기간(상장폐지 유예기간) 뒤에 상장이 폐지된다는 사실을 공시한다.

## 상장폐지 요건
증권거래소 직권 상장폐지 요건
1. 매출액 50억원 미만 2년 연속
2. 연말 자본금 전액 잠식
3. 관리종목 지정 뒤 시가총액 부족 상태 지속
4. 감사 의견을 '부적정 의견', '한정 의견', '의견 거절'로 표명한 경우
5. 분기 월 평균 거래량이 유동 주식 수의 1% 미만 상태가 2분기 연속 지속될 경우
6. 소액주주 수 200인 미만(또는 지분 20% 미만)이 2년 연속될 경우
7. 최종 부도, 횡령, 배임이 발생한 경우
8. 분기 별 사업보고서 제출 기한 후 10일내 미제출 등

## 퇴출 요건에 대한 비판
2019년부터 2024년 간 연평균 신규 상장 기업 수는 99개였지만, 연평균 퇴출 기업 수는 25개에 불과하여 퇴출 기업이 거의 없다는 비판이 있어 2025년부터 좀 더 엄격한 상장 폐지 요건이 도입되었다.
시가총액과 매출액 요건은 각각 2009년, 2003년 도입 후 변화가 없었고 그로 인해 10년간 시가총액과 매출액 기준으로 상장폐지된 사례는 단 한 건도 없었다.

## 예시
- 2013년 3월 15일 태평양제약(유가증권시장(코스피))
  - 사유 : 신청에 의한 상장폐지
- 2013년 3월 29일 에스비아이앤솔로몬스(코스닥)
  - 사유 : 상장예비심사 청구서 미제출로 관리종목 지정 후 1개월 이내 동 사유 미해소

## 자진 상장 폐지
경영활동의 유연성과 의사결정의 신속함 확보을 위해 회사가 자진해서 상장 폐지를 하는 경우가 있다. 상장폐지되어 단일 주주에 의해 지배되면 중요한 의사결정을 내릴 때 여러 주주 간 이견이 발생할 가능성을 차단할 수 있고 주가 관리의 압박에서 벗어날 수 있으며 상장사에 부과되는 각종 정보 공개 의무에서 벗어날 수 있다
사모펀드가 인수한 상장사의 경우, 프리미엄을 지급하기 때문에 급변하는 주가에 따라 기업가치가 등락해서 회사 지분을 담보로 일으킨 인수금융의 담보인정비율(LTV)에 문제가 생길 뿐 아니라 포트폴리오 기업의 경영 정보가 공개되는 것을 방지하기 위해 공개매수 등으로 상장 폐지를 한다

## 같이 보기
- 자본잠식